# Сасик
Сасик (Сасы́к, Кунду́к) (тюркское вонючий) — искусственное озеро в Одесской области, бывший лиман, расположено на территории Белгород-Днестровского и Измаильского районов.

## История
Лиман с лечебными грязями был курортом до 1970-х годов, когда начали осуществлять масштабный проект опреснения его вод для сельскохозяйственных целей. Лиман отделили от моря дамбой (пересыпью), морскую воду попытались заместить пресной дунайской. Проект провалился из-за неверных расчётов, вода была опреснена частично, орошаемые ею несколько лет сельхозугодья были испорчены. Лечебные курорты на берегу озера закрылись, местные врачи запрещают жителями плавать в нём из-за возросшего числа заболеваний. Уровень воды поднялся, некоторые береговые участки подмываются и обрушаются. Изменившейся биоценоз теперь примечателен появившейся крупной рыбой. Часть местных жителей требует, чтобы власти уничтожили дамбу и восстановили лиман.

## География
Площадь около 210 км². Глубина максимальная — 2,7 м. Вытянуто с севера на юг приблизительно на 29 км, ширина от 3 до 12 км. Высота над уровнем моря −0,4 м. Берега обрывистые: западный высотой от 3 м на юге до 20 м на севере, восточный — менее высокий, 2-10 м.
Озеро полностью отделено от моря пересыпью, закреплённой со стороны водоёма земляной дамбой длиной 13740 м и шириной во верху 5 м. В озеро Сасик впадают реки Сарата и Когильник, балка Адынка, канал Дунай—Сасик, соединяющий Соломонов рукав Дуная с озером. Сасик сообщается каналом со шлюзом с озером Джантшейское, которое в свою очередь сообщается с морем и системой озёр Шаганы — Алибей — Бурнас. По дамбе проходит автодорога, соединяющая курорт «Катранка» и курортную зону возле села Приморское.
На морской стороне пересыпи расположены песчаные пляжи, на которых летом возникают стихийные стоянки автотуристов. По берегу лимана и на пересыпи расположены рыболовецкие бригады. Некоторые места вдоль берега поросли камышом, имеются заводи, которые представляют интерес для охотников на водоплавающую дичь и рыболовов.
Реки опресняют озеро весной и минерализуют — в межень (при наличии стока). При этом основное питание происходит путём переброски воды из Дуная по каналу Дунай-Сасик. Колебания уровня воды в озере достигают 1 м. Ледостав длиться с декабря по март.

## Природа
Берега озера являются местами гнездования птиц. Сасик и система Шаганы — Алибей — Бурнас получила статус международных водно-болотных угодий, как места поселений водоплавающих птиц и занесена в международный список Рамсарской конвенции об охране водно-болотных угодий.